# 2013년 일본의 텔레비전 드라마 목록
다음은 2013년에 일본의 텔레비전에서 방송되었던 드라마 프로그램을 나열한 목록이다.

## 1분기
- 2번가의 홈즈 - 후지TV TWO
- SKE48의 매지컬 라디오 3 - 닛테레
- dinner - 후지TV
- XXX홀릭 - WOWOW
- 고구레 사진관 - NHK BS
- 과수연의 여자 12 - TV아사히
- 극복 랩소디 - NHK
- 김전일 소년 사건부 홍콩 구룡재보 살인사건 - 닛테레
- 나니와 전설 토라이오 1 - TV오사카
- 네오 울트라 Q - WOWOW
- 노부나가의 셰프 1 - TV아사히
- 대단한 며느님 - TV아사히
- 도움 가게 진파치 - YTV
- 라스트 디너 - NHK BS
- 라스트 호프 - 후지TV
- 레이디 조커 - WOWOW
- 마호로 역전 번외지 - TBS
- 막차 바이바이 - TBS
- 메이드 인 재팬 - NHK
- 미에리노 카시와기 - TV도쿄
- 반장 6 - TBS
- 방송박물관 위기일발 - NHK
- 백호대 - TV도쿄
- 비브리아 고서당의 사건 수첩 - 후지TV
- 사키 - 후지TV
- 사토가의 아침식사, 스즈키가의 저녁식사 - BS재팬
- 생명의 발자국 - NHK BS
- 서점원 미지루의 신상이야기 - NHK
- 솔개 - TBS
- 쉐어 하우스의 연인 - NTV
- 신부대행 시작했습니다 - KTV
- 심리치료중 -IN THE ROOM- - 닛테레
- 아포양~달리는 국제 공항 - TBS
- 야에의 벚꽃 - NHK
- 야행 관람차 - TBS
- 언젠가 태양이 비추는 곳에 - NHK
- 여자와 남자의 열대 - WOWOW
- 오늘도 지옥에서 기다릴께요 - NHK BS
- 오오오카 에치젠 1 - NHK BS
- 옥신각신 하는 사이에 복이 온다 - 후지TV
- 울지마, 하라짱 - 닛테레
- 장난스런키스 ~LOVE IN TOKYO~ - 후지TV TWO
- 최고의 이혼 - 후지TV
- 최종특쾌 - NHK
- 치프 플라이트 - 닛테레
- 카라마조프의 형제들 - 후지TV
- 카엔・북의영웅 아테루이전 - NHK BS
- 파워레인저 다이노포스 - TV아사히
- 필살사업인 2013 - TV아사히
- 한탄의 미녀 - NHK BS
- 후쿠오카 연애백서 8 메구와 아이군 ~누구에게나 잊을 수 없는 사람은 있는 것･･･~ - KBC

## 2분기
- 35세의 고교생 - 닛테레
- BAD BOYS J - 닛테레
- 닥터스 최강의 명의 스페셜 - TV아사히
- ST 경시청 과학 특수반 - 닛테레
- TAKE FIVE - TBS
- 가족게임 - 후지TV
- 일드 갈릴레오 XX 우츠미 카오루 마지막 사건 - 후지TV
- 갈릴레오 2 - 후지TV
- 감왕의 공감스쿨 - TV아사히
- 격류 ~나를 기억하고 있습니까?~ - NHK
- 괴물 - YTV
- 구름 계단 - 닛테레
- 나가사와군 - TBS
- 날씨 언니 - TV아사히
- 네코벤과 투명인간 - TBS
- 더블즈 - TV아사히
- 더블튼 ~두명의 유미~ - NHK BS
- 라스트 신데렐라 - 후지TV
- 리얼 술래잡기 THE ORIGINAL - TVS
- 리치맨, 푸어우먼 인 뉴욕 - 후지TV
- 메시바나 형사 타치바나 - TV도쿄
- 모두! 초능력자야! - TV도쿄
- 무슈! - CBC
- 미션 잉글리쉬 - BS후지
- 미해결 사건 File 03. 아마가 - NHK
- 방과 후 그루브 - TBS
- 배달되고 싶은 우리 - WOWOW
- 백의의 눈물 - 도카이TV
- 뱀파이어 헤븐 - TV도쿄
- 비공인전대 아키바렌쟈 2 - BS아사히
- 섬마을 선생님 - NHK
- 스페셜리스트 1 - TV아사히
- 아내는 쿠노이치 - NHK BS
- 아랑 가로 어둠을 비추는 자 - TV도쿄
- 아마짱 - NHK
- 아버지는 두 번 죽는다 - NHK BS
- 아버지의 꽃 피는 봄 기후현 나가라가와 호우칸 이야기 - NHK BS
- 엉터리 히어로 - YTV
- 여자 노부나가 - 후지TV
- 오스!! 훈도시부! - tvk
- 오해받은 남자 - 후지TV
- 유류수사 3 - TV아사히
- 인연 헌터 - NHK
- 잠입탐정 토카게 - TBS
- 제2악장 - NHK
- 일드 주문배달의 왕자 이이다 요시미 - 나고야TV
- 천사는 자루걸레를 들고 - NHK BS
- 카모 쿄토에 간다 노포 여관의 여장 일기 - 후지TV
- 탱크톱 파이터 - TBS
- 파이어 레온 - 도쿄MX
- 하늘을 나는 홍보실 - TBS
- 행복해지는 3개의 쇼핑 - 후지TV
- 형사 110킬로 1 - TV아사히
- 확증 ~ 경시청 수사3과 - TBS
- 흔들리는 소 - WOWOW
- 희미한 그녀 - 후지TV

## 3분기
- 24개의 눈동자 - TV아사히
- DOCTORS 2 최강의 명의 - TV아사히
- SUMMER NUDE - 후지TV
- Woman - 닛테레
- 가면터치 - 닛테레
- 경시청 수사 1과 9계 8 - TV아사히
- 고독한 미식가 3 - TV도쿄
- 교토지검의 여자 9 - TV아사히
- 구명병동 24시 5 - 후지TV
- 꽃사슬 - 후지TV
- 내일의 마들렌 - TV도쿄
- 내일의 빛을 잡고 -2013 여름- - 후지TV
- 다마시에 우타마로 3 - TV아사히
- 당신을 닮은 누군가 - NHK BS
- 될 대로 되겠지 1 - TBS
- 리미트 - TV도쿄
- 리얼탈출게임 밀실미소녀 - TV도쿄
- 마을의사 점보 - YTV
- 먹기만 할게 - TV도쿄
- 메오토젠자이 - NHK
- 명란젓 매콤 - TNC
- 미즈키 시게루의 게게게 괴담 - 후지TV
- 붓센 - TBS
- 빵과 스프, 고양이와 함께 하기 좋은 날 - WOWOW
- 사이토씨 2 - 닛테레
- 선술집 모헤지 2 - TBS
- 선잠 선생님 - TV아사히
- 세븐틴 킬러 - 후지TV TWO
- 스타맨 · 이 별의 사랑 - 후지TV
- 시작의 노래 - NHK
- 신 울트라맨 열전 - TV도쿄
- 아사키유메미시 ~ 야채가게 오시치 이야기 - NHK
- 악령병동 - TBS
- 야마다군과 7인의 마녀 - 후지TV
- 야베 켄조 경감 2 - TV아사히
- 열쇠 없는 꿈을 꾸다 - WOWOW
- 오, 마이 대드!! - 후지TV
- 울트라맨 긴가 - TV도쿄
- 유리의 집 - NHK
- 이름 없는 독 - TBS
- 인생이 두근거리는 정리의 마법 - 닛테레
- 일곱개의 회의 - NHK
- 잘 먹었습니다 - NHK
- 정말로 있었던 무서운 이야기 여름 특별편 2013 - 후지TV
- 철신 건 라이쟈 3 - TV이와테
- 초절정☆절규랜드 - CBC
- 카스텔라 - NHK BS
- 텐마씨가 간다 - TBS
- 파워 게임 - NHK BS
- 파워 오피스 걸 4 - 후지TV
- 프레너미 ~시궁창쥐의 거리~ - 닛테레
- 핀토코나 - TBS
- 한자와 나오키 - TBS

## 4분기
- 49 - 닛테레
- 일드 OL 카나의 아저씨 관찰일기 - 후지TV TWO
- 가면라이더 가이무 - TV아사히
- 가족의 속사정 - 후지TV
- 걸즈토크 장미조 - TV아사히
- 검은 고양이, 때때로 꽃집 - NHK BS
- 고양이 사무라이 1 - BS후지
- 과수연의 여자 13 - TV아사히
- 일드 괴기 대작전 미스터리 파일 - NHK BS
- 남편의 그녀 - TBS
- 노콘 키드 우리들의 게임사 - TV도쿄
- 닥터-X ~외과의 다이몬 미치코~ 2 - TV아사히
- 단다린 노동 기준 감독관 - 닛테레
- 달에 기도하는 피에로 - 닛테레
- 도시 전설의 여자 Part2 - TV아사히
- 도쿄밴드왜건~도시 대가족 이야기 - 닛테레
- 도쿄 토이박스 - TV도쿄
- 독신 귀족 - 후지TV
- 러브토피아 - BS후지
- 류진마부야 4 - RBC
- 리갈 하이 2 - 후지TV
- 링크 - WOWOW
- 막차밥 - TV도쿄
- 만물점집 음양사에 어서 오세요 - 후지TV
- 미스 파일럿 - 후지TV
- 미타니 코키 대공항 2013 - WOWOW
- 바다 위의 진료소 - 후지TV
- 백마 탄 왕자님 순애 적령기 - YTV
- 변신 인터뷰어의 우울 - TBS
- 사건구명의 IMAT의 기적 1 - TV아사히
- 사형대의 72시간 - NHK BS
- 살인 여왕벌 - TV도쿄
- 실험형사 토토리 2 - NHK
- 일드 씁쓸하고 달콤한 희망의 차 - NHK후쿠오카
- 아그린의 집 2 - 닛테레
- 안도로이드 A.I. knows LOVE - TBS
- 여고경찰 - 후지TV
- 연애드라마를 다시 한 번 - Lala TV
- 올림픽의 몸값 1964년 여름 - TV아사히
- 요코하마 견문전 스타장 1 - tvk
- 우리들은 모두 죽었어♪ - NOTTV
- 우리집 아버지는 짬뽕맨 - NHK BS
- 원죄사형 - TV아사히
- 유채꽃 라인으로 갈아타고 - NHK BS
- 재판장님! 배가 고픕니다! - 닛테레
- 저편의 아이 - WOWOW
- 천국의 사랑 - 후지TV
- 천사와 점프 - NHK
- 충격 고우라이간 - TV도쿄
- 치킨 레이스 - WOWOW
- 카츠오 - NHK
- 쿠로코치 - TBS
- 쿠모키리 니자에몽 1 - NHK BS
- 타나카미 토파즈! - NHK BS
- 태양의 덫 - NHK
- 파이어 레온 - 도쿄MX
- 파트너 12 - TV아사히
- 피안도 - TBS
- 하드너트! ~수학소녀가 좋아하는 사건부~ - NHK BS
- 허니 트랩 - 후지TV
- 형사 요시나가 세이치 눈물의 사건부 1 - TV도쿄
- 형사의 눈빛 - TBS
- 황금호전설 그램스피어 1 - 도카이TV

## 자료 출처
- ja:2013年のテレビドラマ (日本)

## 같이 보기
- 일본의 텔레비전 드라마 목록
- 2010년대 일본의 텔레비전 드라마 목록